# Barbara Marchand
Barbara Marchand, pseudonimo di Josiane Marchand (Principato di Monaco, 22 giugno 1946), è una conduttrice radiofonica e conduttrice televisiva francese.

## Biografia

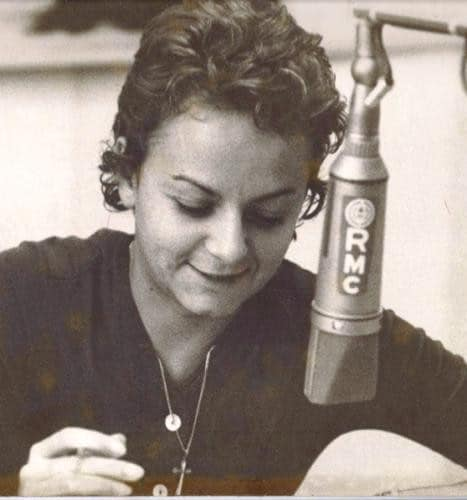

Dopo gli studi classici e una laurea in Lettere, ha iniziato la sua carriera radiofonica nel 1966 dalle antenne di Radio Monte Carlo come conduttrice dei programmi musicali in lingua italo-francese, per poi passare a Radio Rai nel 1970; dal novembre 1982 ha dato il via ai programmi di Rai Stereo Uno, concludendo la sua quarantennale carrera nel 2006.
Il 10 novembre 2023 il giornalista e conduttore televisivo Nicola Porro ha riproposto su Porrocast il video del discorso di Herbert Pagani “Arringa per la mia terra, Israele” scritto nel 1975, con la voce narrante di Barbara Marchand.

## Programmi Rai condotti da Barbara Marchand (parziale)
- Via Asiago Tenda (1986)
- Via Asiago Tenda Estate (1987)
- 15 minuti con... (1987)
- Tenetevi forte (1987)
- Musica ieri e oggi (1989/90, Radiouno)
- Adesso musica (1991/92, Radiouno)
- Suonando cantando imparando (1992, Radiouno)
- Adesso musica (1993, Radiouno)
- Gazebo (estate 1993, Radiodue)
- Adesso musica (1994, Radiouno)
- Viaggi in Italia (giugno-settembre 1994, Radiouno)
- Percorsi bianchi (gennaio-marzo 1995
- Isoradio 103,300 fm)  (più conduzioni)
- Prima del giorno (gennaio-marzo 1996, Radiodue)
- Il buongiorno di Radiodue (maggio-settembre 1996, Radiodue)
- Per noi (Radiouno, 1998)
- Il cammello di Radiodue (settembre 1999 – giugno 2000)
- Due di notte (Radiodue da mezzanotte alle 05,00 il sabato) programma diffuso fino al 2006.

È stata speaker ufficiale di manifestazioni sportive come il Gran Premio di Monaco, voce della Celebrity Race riservata a personalità italiane dello spettacolo, del giornalismo e dello sport sulle vetture Alfa Romeo 164.